# راندي هاندلي
راندي هاندلي (بالإنجليزية: Randy Hundley)‏ هو لاعب كرة قاعدة أمريكي، ولد في 1 يونيو 1942 في مارتينسفيل في الولايات المتحدة.

## وصلات خارجية
- راندي هاندلي على موقعبيزبول رفرنس.كوم (الدوري الرئيسي) (الإنجليزية)
- راندي هاندلي على موقعبيزبول رفرنس.كوم (الدوري الثانوي) (الإنجليزية)
- راندي هاندلي على موقع مشجعي الرسوم البيانية (الإنجليزية)